# Коронарія зозуляча
Корона́рія зозу́ляча, зозу́лин цві́т, бузьків вогонь, яснове́ць,  (Lychnis flos-cuculi) — вид трав'янистих рослин родини гвоздичні (Caryophyllaceae).

## Етимологія
Назва роду походить від латинського слова, що в перекладі означає «корона» (квітка рослини схожа на корону). Видова назва складається з двох латинських слів, лат. flos — «квітка», лат. cuculus — «зозуля»..
На стеблі коронарії (у вузлах) є краплі рідини, схожої на піну (звідси назва рослини — «зозулячі сльози»). Якщо обережно здути рідину зі стебла, можна побачити на ньому маленьку зелену личинку пінявки — дрібної комахи, яка виділяє рідину і живе у ній. Запилюється коронарія зозуляча нічними метеликами і бджолами, які прилітають до неї за нектаром і пилком.

## Опис
Багаторічна рослина, висотою 30—70 см. Стебла прямостійні, з рідкісними, короткими, доволі грубими волосками, липкі, угорі галузисті. Листки супротивні, нижні — видовжено-лопатеві, черешкові; верхні — вузьколінійні, безчерешкові. Квітки зібрані в нещільні суцвіття. Чашолистків і пелюсток по 5. Віночок від рожевого до фіалково-червоного. Кожна пелюстка довжиною до 2,5 см, глибоко розсічена на 4 частки. Тичинок зазвичай 10. Плоди: зеленуваті, 5-клапанні, 8–13 мм завдовжки капсули. 
Цвітіння відбувається протягом червня — серпня.

## Поширення
Європа (Білорусь, Естонія, Латвія, Литва, Молдова, Україна, Австрія, Чехія, Німеччина, Угорщина, Польща, Словаччина, Швейцарія, Данія, Фінляндія, Ісландія, Ірландія, Норвегія, Швеція, Велика Британія, Албанія, Боснія і Герцеговина, Болгарія, Хорватія, Греція, Італія, Македонія, Чорногорія, Румунія, Сербія, Словенія, Франція, Португалія, Іспанія); Азія (Росія) Введено: Північна Америка (Канада, США); Японія (Кюсю). Також культивується. 
Населяє джерела, заболочені джерела, береги, вологі бережні луки, дорожні й польові канави, сінокоси.
Росте на вологих луках, на болотистих місцях поодиноко або групами по всій Україні.

## Охорона
В Україні вид перебуває під охороною — він занесений до переліків регіонально рідкісних рослин Дніпропетровської та Запорізької областей..
Основним негативними факторами є антропогенне порушення місць зростання, рекреаційне навантаження, збір квітів населенням.
Коронарія зозуляча як елемент біорізноманіття охороняється в Карпатському біосферному заповіднику, Дніпровсько-Орільському і Українському степовому природних заповідниках, Національному заповіднику «Хортиця» та ряді інших природно-заповідних об'єктів України.

## Практичне значення
Чудова декоративна рослина. На луках часто росте великими ділянками, які справляють сильне враження під час масового цвітіння.

## Галерея

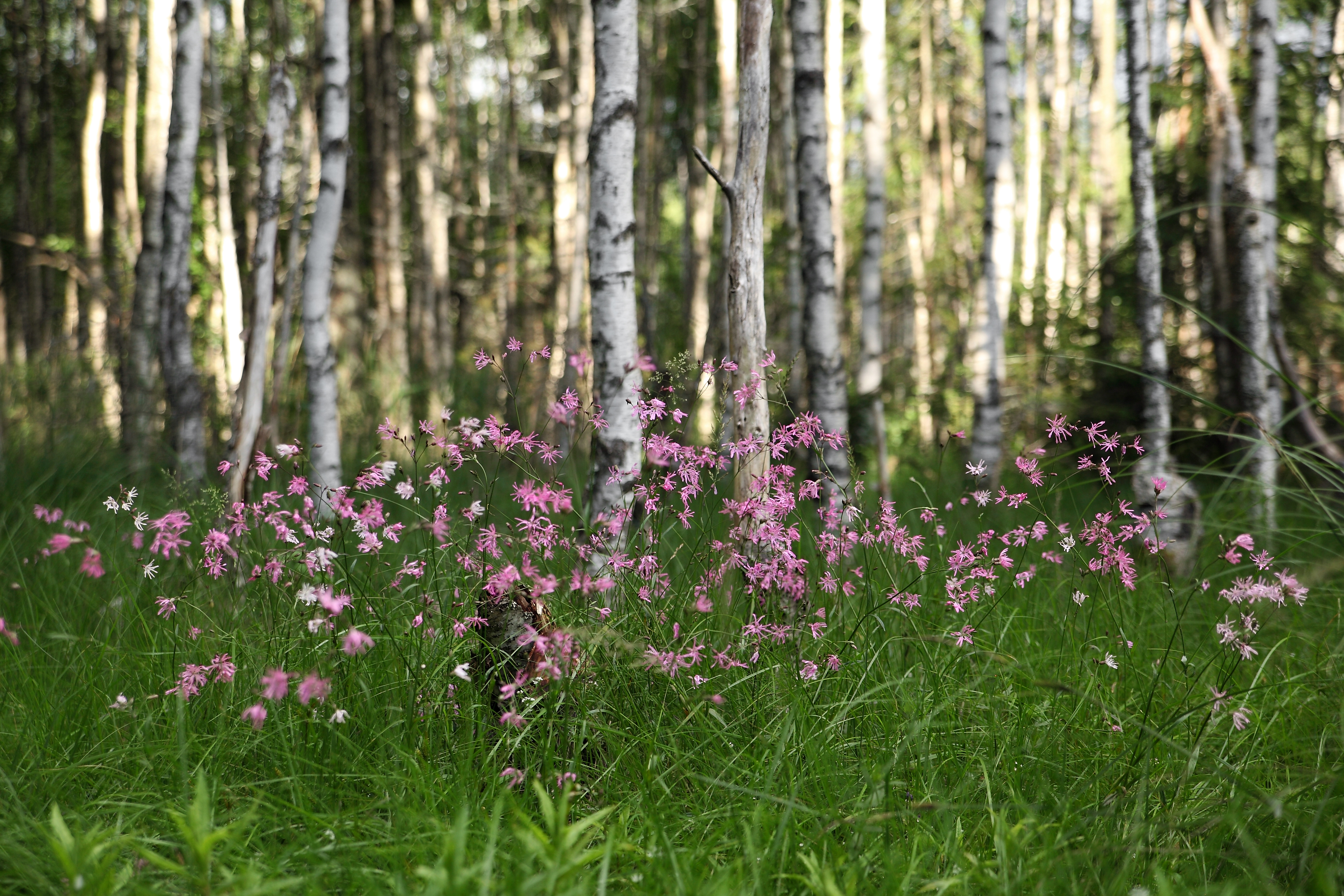
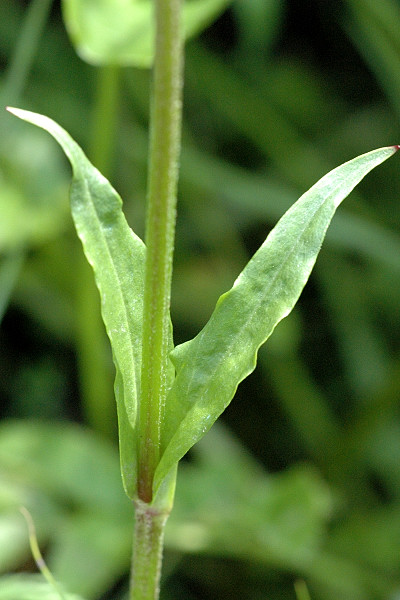
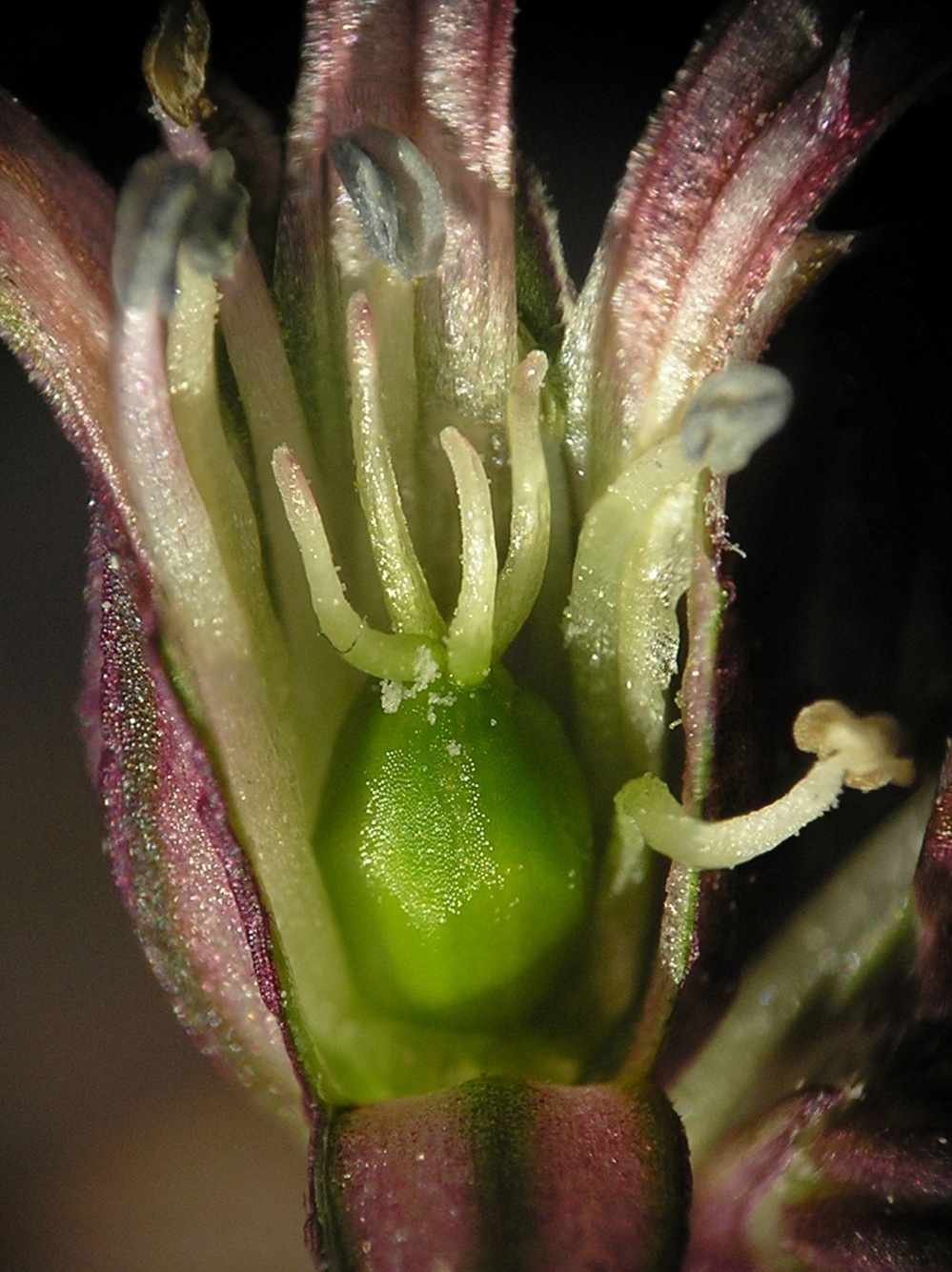
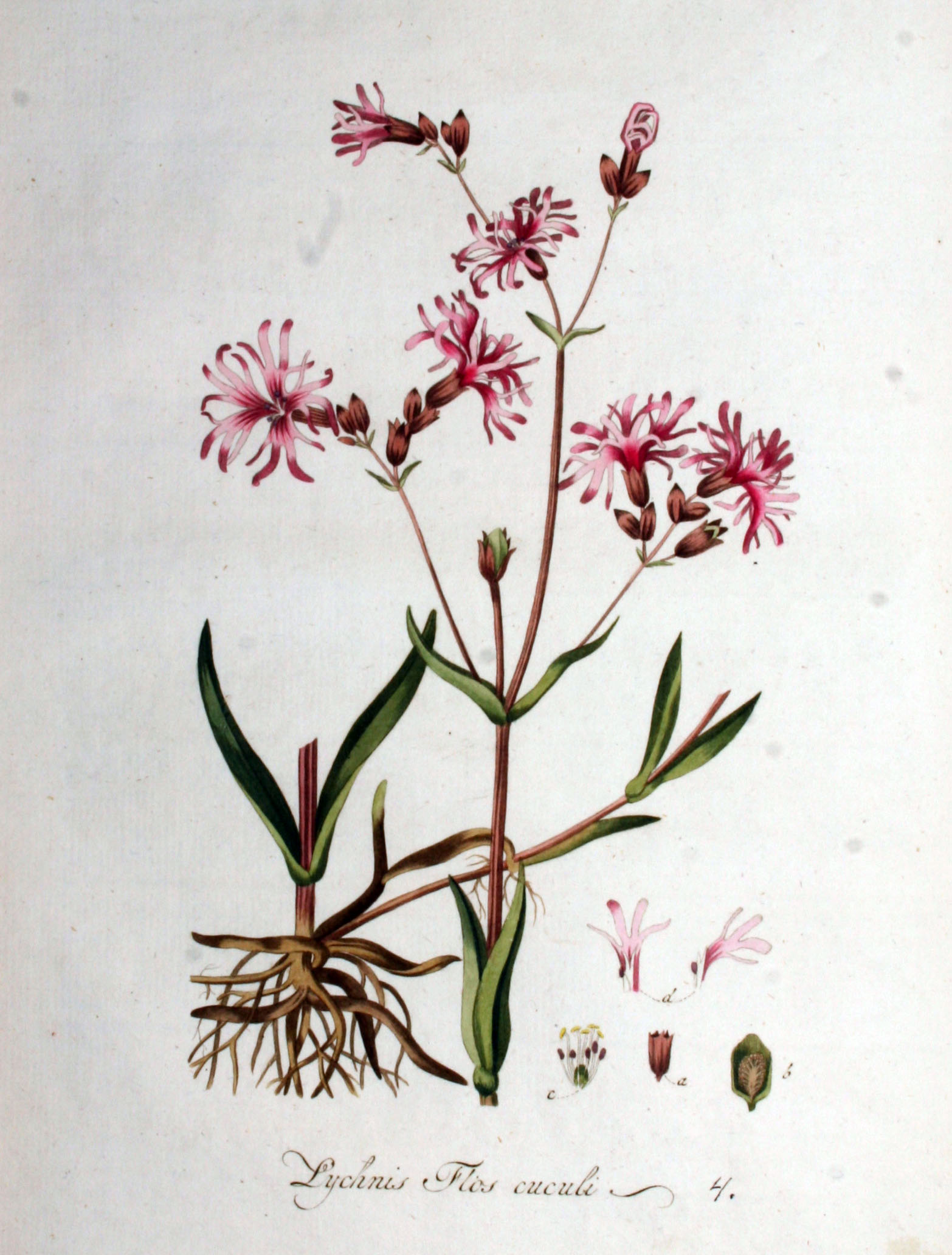
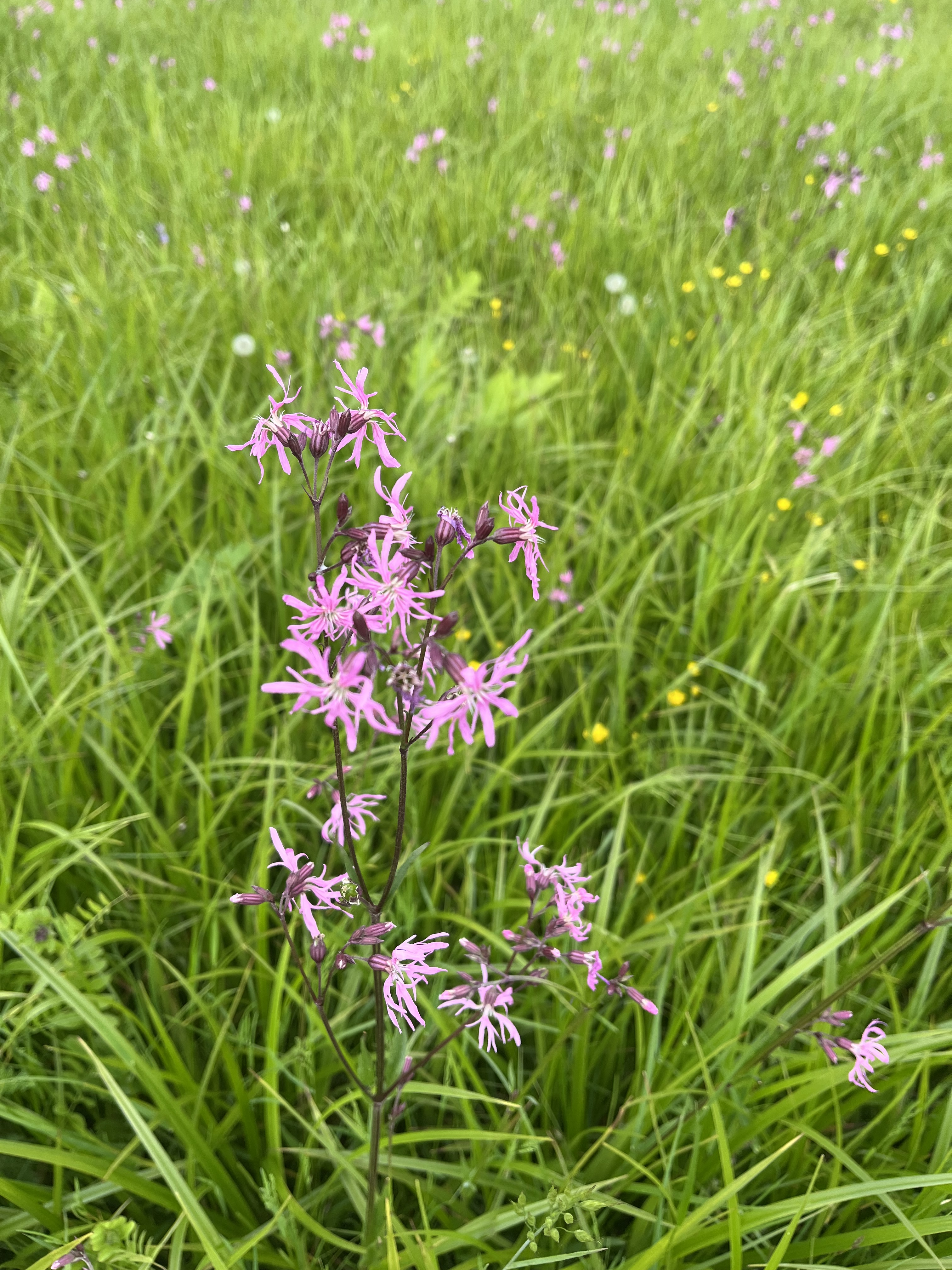